# Jahn Cernăuți
Jahn Cernăuți (în germană Fussball Klub Jahn Czernowitz) a fost un club german de fotbal din Cernăuți (pe atunci în România, azi în Ucraina). Clubul a devenit campion al Bucovinei în 1924, 1925 și 1934, participând în trei sezoane în Divizia A (prima ligă de fotbal a României). A fost desființat înaintea celui de-al doilea război mondial.

## Istoric
Clubul Jahn Cernăuți a fost înființat în toamna anului 1903, atunci când studenții germani din Cernăuți au alcătuit o echipă de fotbal. În 1908, numele asociației a fost schimbat în cel de DFC Czernowitz (DFC = "Deutscher Fußballklub", club de fotbal german). 
În primăvara anului 1909, s-a desprins din club o echipă de fotbal denumită acum IFC Czernowitz (IFC = "Internationaler Fußballklub", club de fotbal internațional). Aceasta a fuzionat la 27 mai 1910 cu Danubia Czernowitz (înființată tot în primăvara anului 1909) pentru a forma clubul BASK Czernowitz (BASK = "Bukowinaer Allgemeiner Sportklub", club sportiv general bucovinean), a cărui denumire în limba română ("Societatea Generală de Sport Cernăuți") a fost menținută. Clubului BASK s-a alăturat în 1910 Sarmatia Czernowitz, iar în 1912 s-a desprins Dorost Sokoly, care a fost redenumit Polonia Cernăuți în 1919. BASK a fost desființat în iunie 1928.
La 8 septembrie 1910 DFC Czernowitz a fuzionat cu Societatea germană de gimnastică din Cernăuți formând Czernowitzer Turn- und Sportverein Jahn (în română Asociația sportivă și de gimnastică Jahn din Cernăuți), al cărui nume a fost tradus în limba română Clubul Sportiv Jahn Cernăuți.
Inițial asociația sportivă avea doar program de drumeții, gimnastică și fotbal, iar după primul război mondial a fost înființată o secție de atletism. Construirea unui teren de sport propriu în 1923 a favorizat, de asemenea, înființarea următoarelor secții: faustbal (joc asemănător cu voleiul care consta în lovirea mingii cu pumnul peste o pânză întinsă la mijlocul terenului), tenis și sporturi pe gheață (patinaj și hochei pe gheață). Până în anii '30 ai secolului al XX-lea, s-au stabilit și secții de handbal, volei, tenis de masă și schi, astfel încât numărul sportivilor legitimați a crescut de la un an la altul.
Echipa de fotbal a participat din anul 1920 la Campionatul Regional al Bucovinei. În sezonul 1923-1924, devenind campioană regională, Jahn Cernăuți s-a calificat la turneul final al Campionatului României. După ce Brașovia Brașov nu s-a prezentat, echipa a promovat în semifinale unde a pierdut cu 0-1 la CAO Oradea. În sezonul următor, clubul a devenit din nou campion regional și a trecut de barajul eliminatoriu prin neprezentarea echipei Șoimii Sibiu. În sferturile de finală, a fost învinsă de Fulgerul CFR Chișinău, dar după descalificarea echipei basarabene și anularea rezultatului, Jahn Cernăuți a rejucat meciul cu echipa Oltul Slatina (campioana Olteniei), pe care a învins-o cu 4-0. În semifinale, a fost însă învinsă de UCAS Petroșani. Jahn este unul dintre puținele cluburi din orașul Cernăuți, care a reușit să câștige un meci la turneul final al Campionatului României, rivalii locali Polonia, Maccabi și Hakoah fiind învinși întotdeauna în primul tur. Numai Dragoș Vodă Cernăuți a putut, de asemenea, să câștige un meci în turneul final al Campionatului României.
Jahn Cernăuți a fost de cinci ori vicecampioană regională a Bucovinei. După ce clubul a ajuns campion în 1934, a fost eliminat de către Chinezul Timișoara în meciurile de calificare pentru Divizia A și a ajuns în Divizia B, noua ligă a II-a a Campionatului României. Acolo, rezultatele au fost din ce în ce mai slabe. 
La sfârșitul lui mai 1937, echipa de fotbal s-a desprins din cadrul clubului și s-a redenumit FS Jahn Czernowitz (FS = "Fußballsektion", secția de fotbal). În anul 1939 clubul s-a retras din campionat și a jucat din nou în liga I a județului Cernăuți, unde a devenit campion în 1940. În vara anului 1940, asociația a fost dizolvată după ce populația germană a emigrat în Germania. După cel de-al doilea război mondial s-a înființat în Stuttgart-Büsnau cea mai mare așezare a germanilor bucovineni din Germania, cu un club sportiv denumit Sport- und Kulturverein Büsnau, ai cărui membri proveneau din foștii "Jahner" și care a fost redenumit mai târziu ca TSV Jahn Büsnau.

## Stadion
Până la începutul lunii august 1922, Jahn Cernăuți nu a avut un stadion propriu. În perioada 1903-1914, echipa a jucat meciurile de acasă pe pajiștile din cartierele Horecea și Roșa, iar din primăvara anului 1919 pe stadionul Boisko Polskie al clubului Polonia Cernăuți.
La începutul lunii august 1922 a fost pus la dispoziție terenul Jahnplatz, care a fost inaugurat la 20 mai 1923. Jahnplatz avea 1.000 de locuri, dintre care 400 la tribună și 600 în picioare. La momentul inaugurării, terenul de joc era înconjurat pe trei laturi de un gard de lemn. În anii următori, stadionul a fost treptat lărgit. Recordul de spectatori a fost înregistrat în data de 31 august 1924 la meciul dintre echipele orașelor Cernăuți și București, încheiat cu scorul de 2:1 (0:0). La acel meci, au asistat 6.000 spectatori.

## Rezultate obținute
Echipa a jucat în Campionatul Regional al Bucovinei, locul 1 obținut în această competiție conferindu-i dreptul de a participa la turneul final al Campionatului României. 
| Sezon   | Clasare |
| ------- | --- |
|         | |
| 1920    | Participarea în primul Campionat Regional al Bucovinei |
| 1921    | Locul 2 în Campionatul Bucovinei |
| 1922    | Locul 2 în Campionatul Bucovinei și calificare în nou-înființata ligă I a Campionatului Bucovinei                                                                  |
| 1922/23 | Locul 4 în liga I a Campionatului Bucovinei |
| 1923/24 | Locul 1 în liga I a Campionatului Bucovinei și participare la turneul final al Campionatului României (sezonul 1923-1924)                                          |
| 1924/25 | Locul 1 în liga I a Campionatului Bucovinei și participare la turneul final al Campionatului României (sezonul 1924-1925)                                          |
| 1925/26 | Locul 3 în liga I a Campionatului Bucovinei |
| 1926/27 | Locul 2 în liga I a Campionatului Bucovinei |
| 1927/28 | Locul 6 în liga I a Campionatului Bucovinei |
| 1928/29 | Locul 5 în liga I a Campionatului Bucovinei |
| 1929/30 | Locul 2 în liga I a Campionatului Bucovinei |
| 1930/31 | Locul 2 în liga I a Campionatului Bucovinei |
| 1931/32 | Locul 2 în liga I a Campionatului Bucovinei |
| 1932/33 | Locul 2 în liga I a Campionatului județean Cernăuți |
| 1933/34 | Locul 1 în liga I a Campionatului județean Cernăuți, campioană a Ligii de Est și eliminare de către Chinezul Timișoara în meciurile de calificare pentru Divizia A |
| 1934/35 | Locul 3 în Divizia B |
| 1935/36 | Locul 3 în Divizia B |
| 1936/37 | Locul 13 în Divizia B |
| 1937/38 | Locul 12 în Divizia B |
| 1938/39 | Locul 10 în Divizia B și retragere din campionat pe parcursul returului                                                                                            |
| 1939/40 | Locul 1 în liga I a Campionatului județean Cernăuți |

### Participări în Divizia A
În sezonul 1923-1924, Jahn Cernăuți a reușit să ajungă în semifinale. Meciuri jucate:
- sferturi de finală (Cernăuți, 3 august 1924) Jahn Cernăuți - Brașovia Brașov 3-0 (prin neprezentare)
- semifinale (Oradea, 27 iulie 1924) CAO Oradea - Jahn Cernăuți 1-0

În sezonul 1924-1925, Jahn Cernăuți a reușit să ajungă din nou în semifinale, beneficiind de descalificarea echipei Fulgerul CFR Chișinău și anularea rezultatului și rejucarea meciului cu învinsa campioanei Basarabiei, Oltul Slatina. Meciuri jucate:
- meci de baraj (Cernăuți, 5 iulie 1925) Jahn Cernăuți - Șoimii Sibiu 3-0 (prin neprezentare)
- sferturi de finală (Cernăuți, 12 iulie 1925) Jahn Cernăuți - Fulgerul CFR Chișinău 1-2 (0-1)
- sferturi de finală (Cernăuți, 26 iulie 1925) Jahn Cernăuți - Oltul Slatina 4-0 (1-0)
- semifinale (Petroșani, 2 august 1925) UCAS Petroșani – Jahn Cernăuți 3-1 (2-0)

### Performanțe
- Campioană a Bucovinei: 1924, 1925, 1934
- semifinalistă a Campionatului României: 1924, 1925

## Fotbaliști celebri
- ROU Alfred Eisenbeisser